# 알레그리헤스 이 레부호스
《알레그리헤스 이 레부호스》(스페인어: Alegrijes y rebujos)은 2003년 방영된 멕시코의 텔레노벨라이다.